# Carlos Borja Centellas y Ponce de León
Carlos Borja Centellas y Ponce de León, španski rimskokatoliški duhovnik, škof in kardinal, * 29. april 1663, Gandía, † 8. avgust 1733.

## Življenjepis
20. julija 1705 je bil imenovan za naslovnega nadškofa Trapezusa in 30. novembra istega leta je prejel škofovsko posvečenje.
3. oktobra 1708 je bil imenovan za patriarha španske Zahodne Indije.
30. septembra 1720 je bil povzdignjen v kardinala in 21. junija 1721 bil imenovan za kardinal-duhovnika S. Pudenziana.